# Alonsoa albiflora
Alonsoa albiflora är en flenörtsväxtart som beskrevs av Nicholson. Alonsoa albiflora ingår i släktet eldblommor, och familjen flenörtsväxter. Inga underarter finns listade i Catalogue of Life.